# Haus Liechtenstein

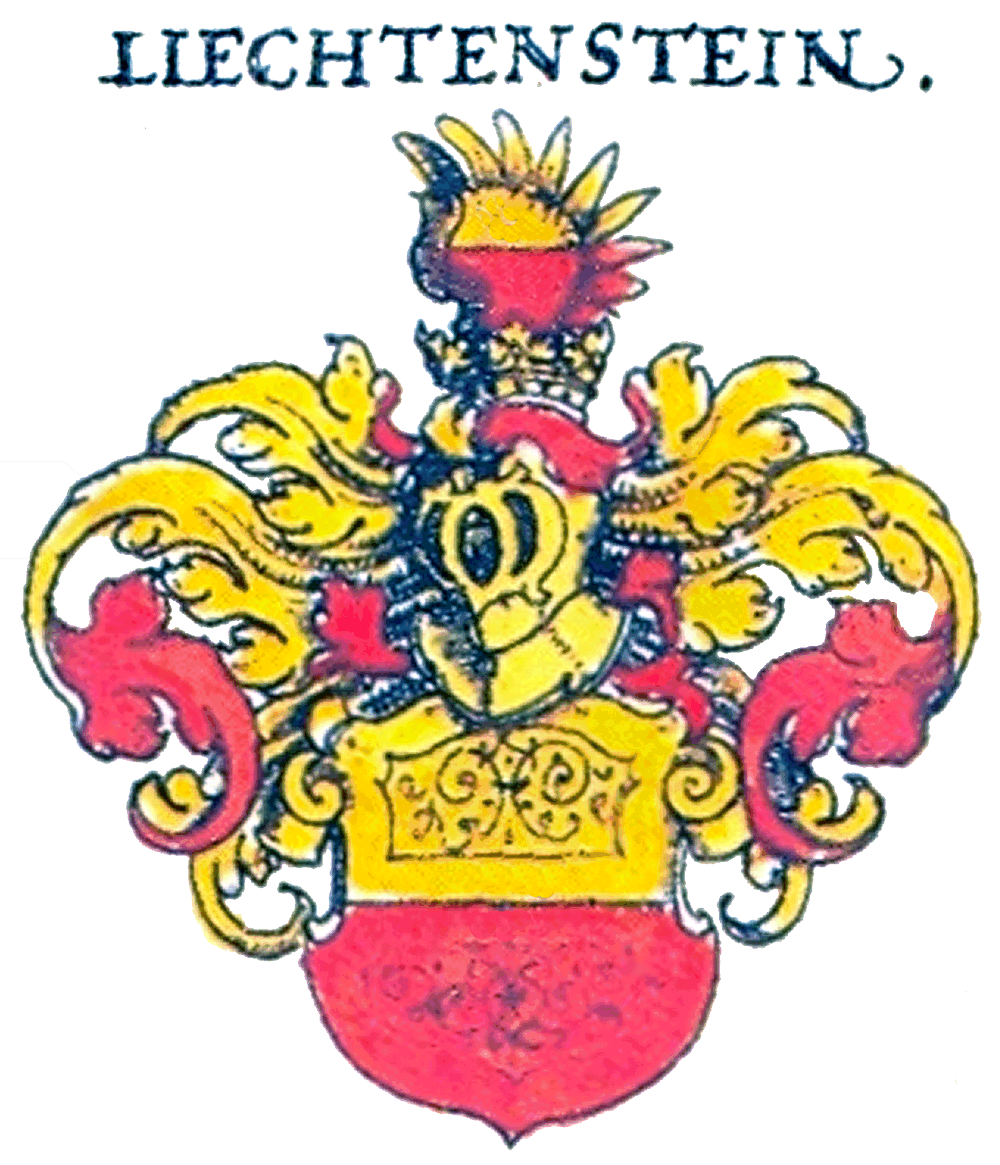
Stammwappen der Liechtensteiner: geteilt von Gold und Rot
Heutiges Wappen des fürstlichen Hauses Liechtenstein

Das Haus Liechtenstein zählt zu den ältesten österreichischen Adelsfamilien, den sogenannten „Apostelgeschlechtern“. Um 1136 wird mit Hugo von Liechtenstein erstmals ein Träger dieses Namens erwähnt. Die fürstliche Dynastie Liechtenstein trat mit ihrem Fürstentum mit dem Erlöschen des Heiligen Römischen Reichs im Jahr 1806 als souveränes Fürstentum dem Rheinbund bei. Dieser Status wurde vom Wiener Kongress 1814/1815 anerkannt. Das bis in die Gegenwart bestehende fürstliche Haus zählt über hundert Mitglieder, von denen nur ein Teil im Fürstentum Liechtenstein lebt.

## Herkunft

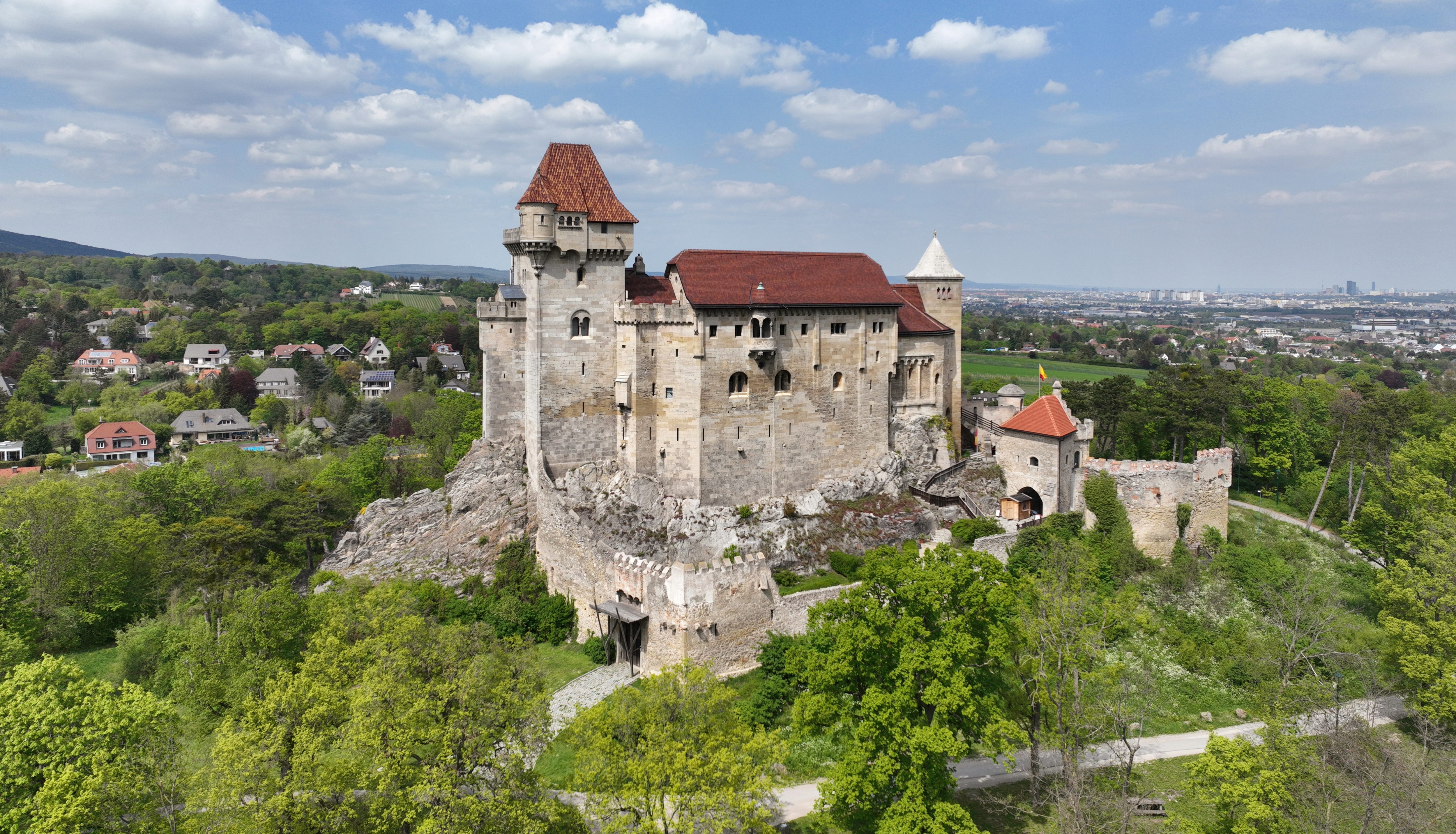
Burg Liechtenstein in Niederösterreich, südlich von Wien, ist der namensgebende Stammsitz der Familie.

Der Name Liechtenstein stammt von der um 1130 erbauten Burg Liechtenstein in Maria Enzersdorf südlich von Wien. Der Stammvater Hugo von Liechtenstein wird 1133–42 als huc de lihtensteine erwähnt. Er soll um 1122–36 die Burg Liechtenstein auf einem Lehen erbaut haben, das er von den Babenbergern erhalten hat. Er besaß schon zuvor die beiden etwa 10 km südlich bei Baden liegenden Burgen Leesdorf und Weikersdorf, nach denen er in früheren Urkunden ebenfalls benannt ist. Hugo war wohl ursprünglich als edelfreier Gefolgsmann des Markgrafen Diepold III. von Vohburg und Cham (aus dem Hause der Diepoldinger-Rapotonen) nach Österreich gekommen und hatte von diesem die Herrschaft Petronell als Lehen erhalten, die sich 45 km weiter östlich, an der Donau zwischen Wien und Preßburg, nahe der damaligen Grenze zum Königreich Ungarn, befand. Sie erstreckte sich von der Donau im Norden bis zur Burg Rohrau an der Leitha im Süden. Nachdem Hugo diesen Lehnsbesitz 1142 zu freiem Eigen übertragen bekommen hatte, nannte er sich auch Hugo von Petronell. Petronell und Rohrau wurden im Hochmittelalter zu Hauptsitzen der Liechtensteiner.
Im Herzogtum Österreich war es dem böhmischen Königssohn und späteren König Ottokar II. Přemysl, der die Babenbergerin Margarete von Österreich geheiratet hatte, nach dem 1246 erfolgten Aussterben der Babenberger im Mannesstamm gelungen, vorübergehend die Macht zu übernehmen. Die historisch belegbare Ahnenreihe der österreichischen Adelsfamilie Liechtenstein beginnt mit Heinrich I. von Liechtenstein († 1265), der 1249 die Herrschaft Nikolsburg in Südmähren von Ottokar II., den er politisch unterstützte, als freies Eigentum geschenkt erhielt. Diese Schenkung war für die Geschichte der Liechtensteiner von großer Bedeutung, weil die Familie hierdurch neben ihren Besitzungen in Niederösterreich namhaften Besitz im Gebiet der böhmischen Länder erhielt, die erst 1526 an die Habsburger gelangten.
Heinrichs I. Sohn Heinrich II. stellte sich allerdings, als der römisch-deutsche König Rudolf von Habsburg die Legitimität von Ottokars II. Herrschaft in Österreich bestritt, auf die Seite des Habsburgers, der 1278 in der Schlacht auf dem Marchfeld zwischen Dürnkrut und Jedenspeigen siegreich blieb. In der Folge waren die Liechtensteiner bis 1918 zumeist treue Verbündete der Habsburger und wurden für ihre Loyalität entsprechend belohnt.

## Geschichte

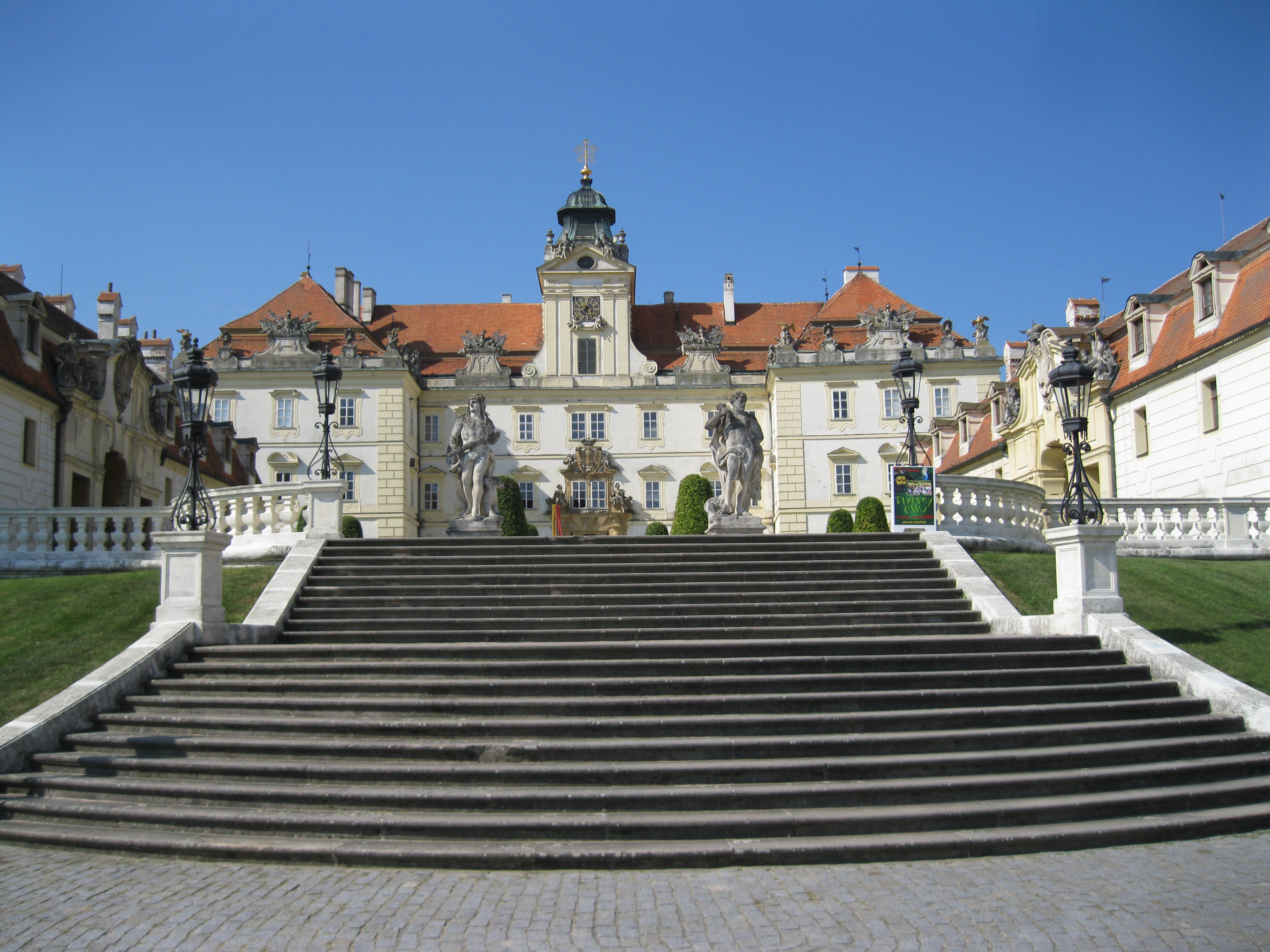
Schloss Feldsberg, Tschechien, bis 1938 Hauptresidenz der Fürsten, 1946 enteignet

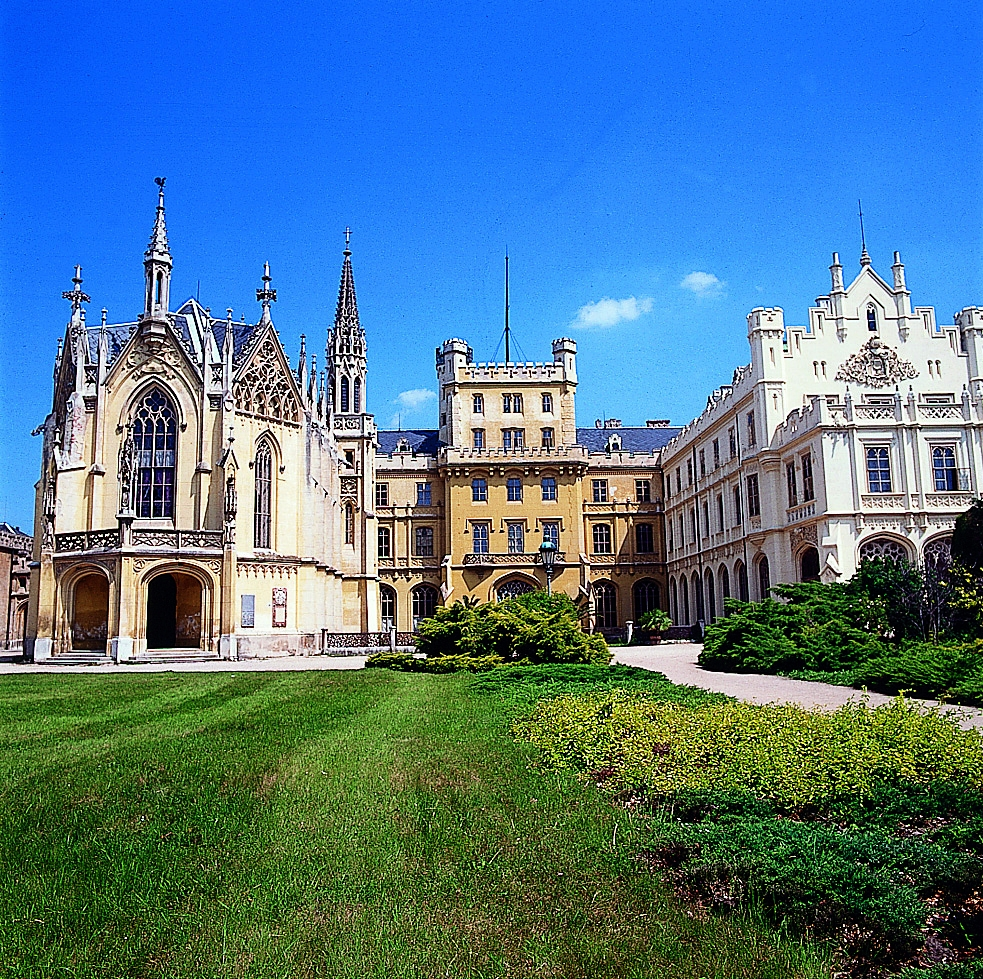
Schloss Eisgrub, Tschechien, 1946 enteignet

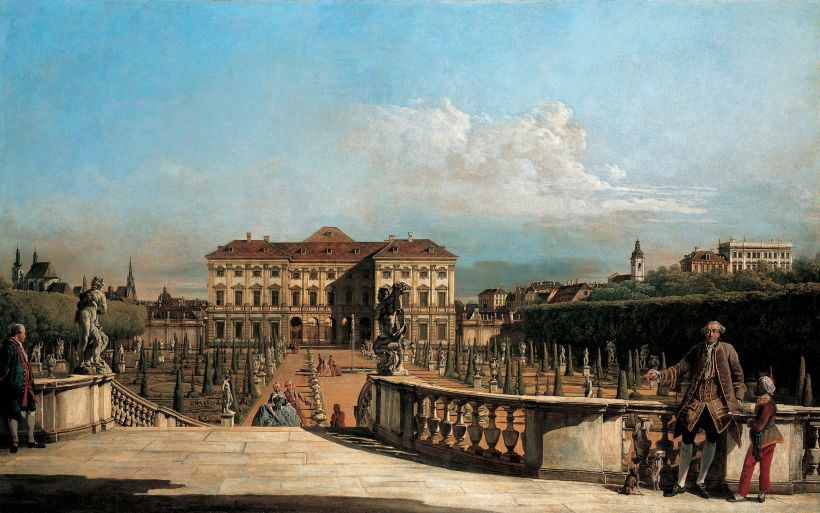
Gartenpalais Liechtenstein in der Wiener Vorstadt Rossau, heute im 9. Bezirk, um 1759 / 1760 von Canaletto gemalt

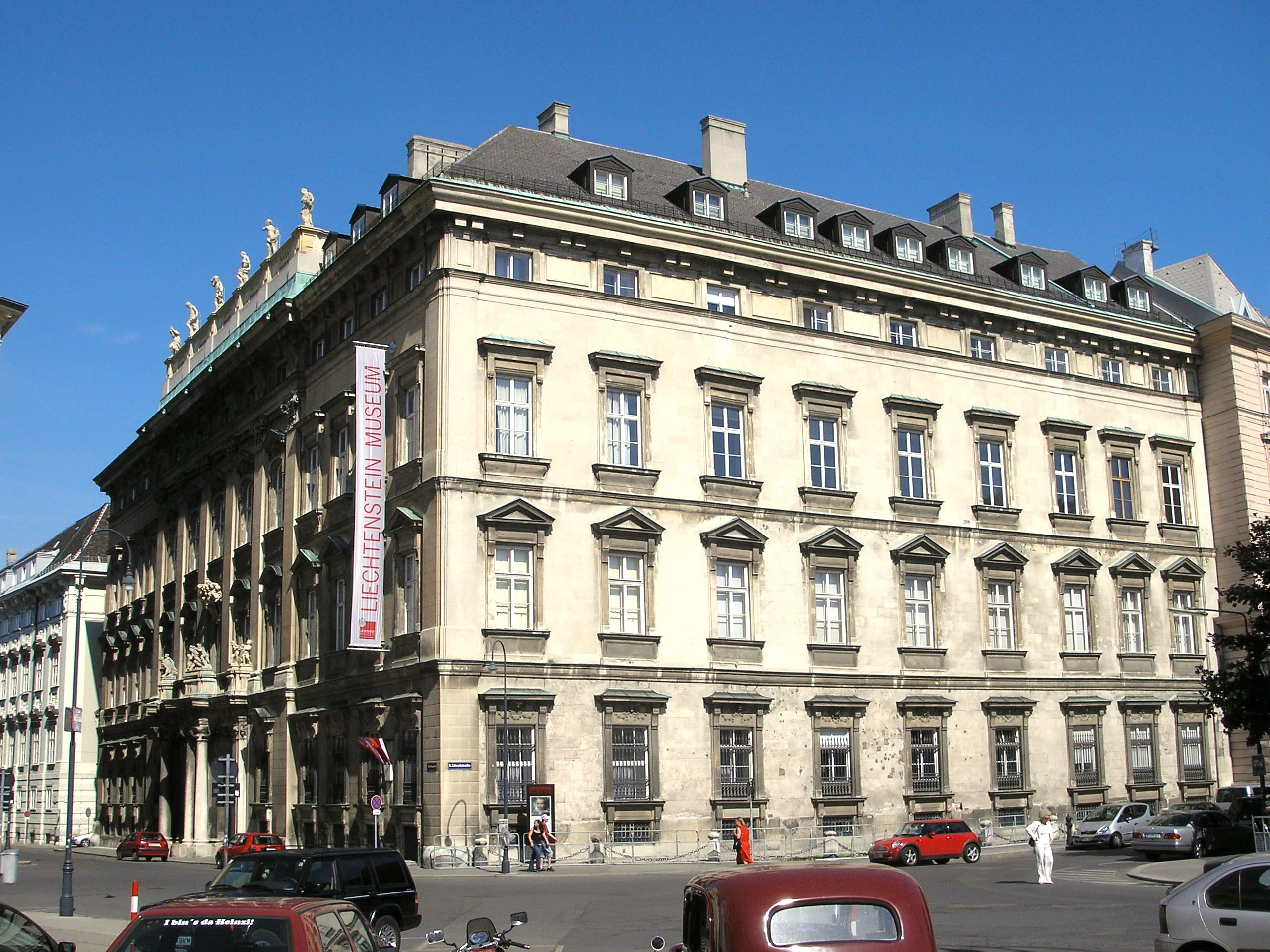
Stadtpalais Liechtenstein in Wien, 1. Bezirk

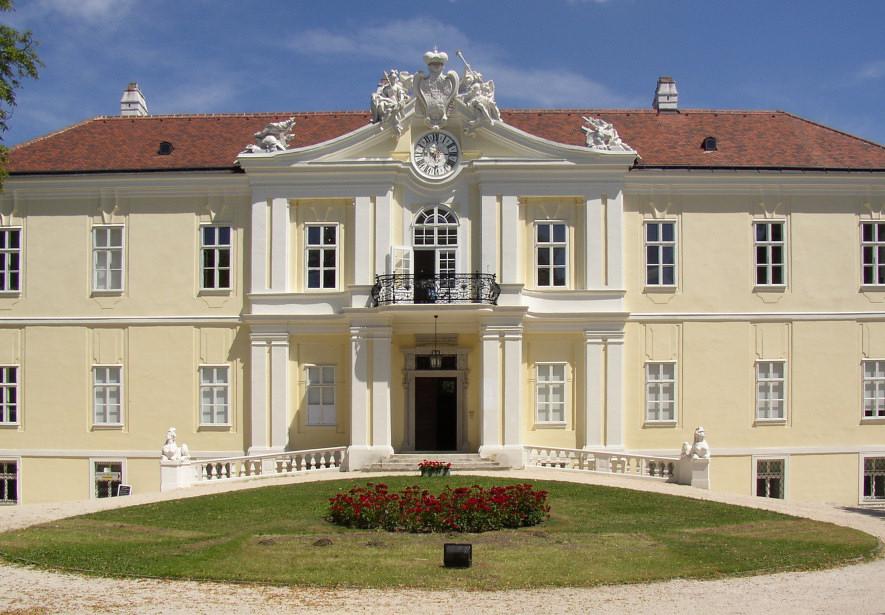
Schloss Wilfersdorf, Landsitz des Fürsten in Niederösterreich

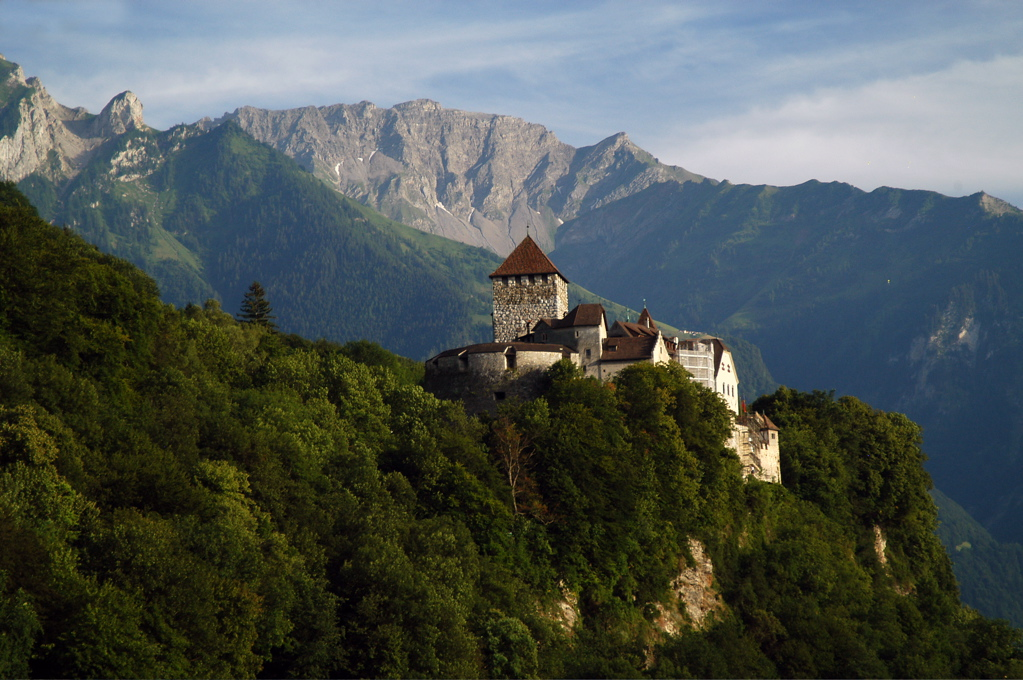
Schloss Vaduz, Fürstentum Liechtenstein, seit 1938 offizielle Residenz der Fürsten

### 13. bis 16. Jahrhundert
Im 13. Jahrhundert teilte sich die Familie in die Liechtensteiner, die Rohrauer und die Petroneller Linie. Die beiden letztgenannten Linien starben aber schon in der nächsten Generation im Mannesstamm aus; ihre Erbinnen heirateten in andere Familien ein, wodurch den Liechtensteinern umfangreiche Grundherrschaften verloren gingen. So fielen um 1295 die Stammburg Liechtenstein und die Burg Rohrau mit ihren Ländereien und Untertanen an die Herren von Stadeck und 1306 die Burg Petronell an die Herren von Kranichberg.
Die Bedeutung der Herrschaft Nikolsburg sollte sich 1394 erweisen, als Johann I. von Liechtenstein (Hans von Liechtenstein zu Nikolsburg und Feldsberg), der während fast 30 Jahren als Hofmeister die Regierungsgeschäfte von Herzog Albrecht III. von Österreich geführt hatte, in Ungnade fiel und gemeinsam mit seiner Familie gezwungen wurde, auf einen Teil ihrer Besitztümer zu verzichten, vor allem auf jene südlich der Donau. In den folgenden Jahrzehnten bemühte sich die Familie, den niederösterreichischen Besitz durch Neuerwerbungen zu festigen. 1394 erwarb Johann die Grundherrschaft Feldsberg und nannte sich nun Herr von Nikolsburg und Feldsberg. Das bis 1919 niederösterreichische, dann südmährische Dominium um Feldsberg wurde von den folgenden Generationen weiter ausgebaut.
Eine weitere Teilung gab es Anfang des 16. Jahrhunderts, als sich mit dem Familienvertrag von 1504 eine Nikolsburger, eine Feldsberger und eine Steyregger Linie bildeten. Von diesen setzte sich aber nur die Feldsberger Linie fort. Das für die Frühzeit der Liechtensteiner so bedeutende Schloss Nikolsburg wurde 1560 verkauft und danach zum Hauptsitz der Fürsten von Dietrichstein. Das 1406 durch Heirat erworbene Schloss Steyregg wurde 1581 veräußert. Danach wurde aber ein Hausgesetz erlassen, das dafür sorgte, dass der Besitz aussterbender Linien an die überlebende Linie überging.

### 16. und 17. Jahrhundert
Seit Hartmann I. von Liechtenstein († 1539) war das Schloss Feldsberg, das bis 1919 zu Niederösterreich gehörte, der Hauptsitz der Linie, die nun allein übriggeblieben war und noch einige weitere Besitzungen in Niederösterreich hatte. Um die Wende des 16. zum 17. Jahrhundert waren es die drei Brüder Karl, Maximilian und Gundakar, die eine neue Periode der Familiengeschichte einleiteten. Adel und Bevölkerung in Österreich, Ungarn und Böhmen waren in der Reformationszeit des 16. Jahrhunderts überwiegend zum Protestantismus übergegangen; die drei Brüder konvertierten jedoch zum rechten Zeitpunkt vor Ausbruch des Dreißigjährigen Krieges zurück zum katholischen Glauben, den die Habsburger immer bewahrt hatten, die bis 1806 fast durchgehend den römisch-deutschen Kaiser stellten.

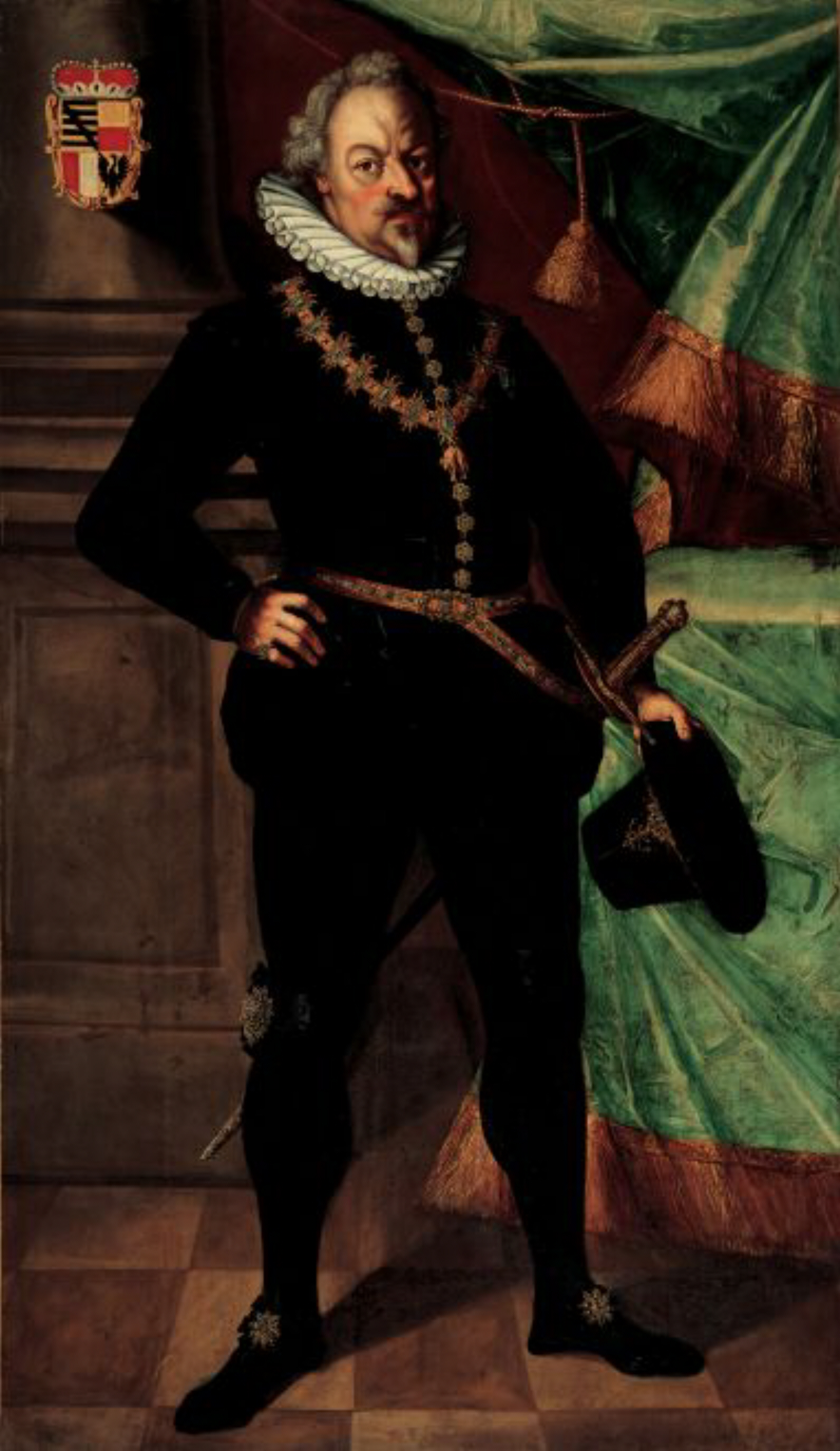
Fürst Karl I., erster Fürst, Vizekönig von Böhmen
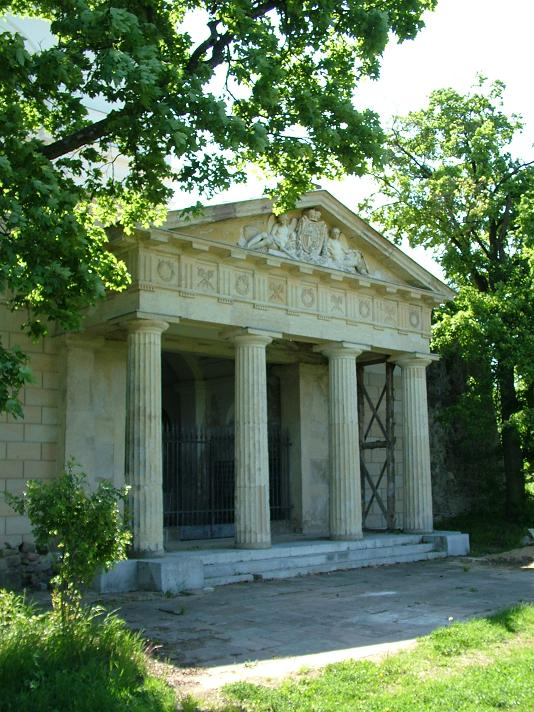
Fürstengruft in Wranau bei Brünn, Südmähren

Karl wurde nach seiner Konversion von Kaiser Rudolf II. als Obersthofmeister an den Kaiserhof in Wien berufen. 1606 verlieh ihm der Kaiser den großen Pfalzgrafenbrief, 1608 die erbliche Würde eines Reichsfürsten. 1613 verlieh ihm Kaiser Matthias, zu dessen Beratern er zählte, das Herzogtum Troppau; 1623 folgte das benachbarte Herzogtum Jägerndorf. Deren Titel trägt seither jeder regierende Fürst, obwohl die Herzogtümer 1849 erloschen sind. Durch das Eingreifen seines Bruders Maximilian – zum Feldmarschall berufen – konnte Kaiser Ferdinand II. 1620 den entscheidenden Sieg über die böhmischen Rebellen in der Schlacht am Weißen Berg erringen. Der jüngste der drei Brüder, Gundakar, bereitete auf diplomatischen Missionen die im Dreißigjährigen Krieg für die Habsburger kämpfende Katholische Liga vor. Ferdinand II. erhob daher 1623 Maximilian und Gundakar ebenfalls in den erblichen Reichsfürstenstand. Maximilian und seine Gemahlin stifteten 1633 in Wranau bei Brünn ein Kloster der Paulaner, wo man auch die Grablege für das Haus Liechtenstein anlegte. Fast alle Fürsten aus dem Haus Liechtenstein wurden hier begraben. Erst 1960 wurde bei der heutigen Kathedrale St. Florin in Vaduz eine neue Gruft für die fürstliche Familie errichtet.
Den drei Brüdern gelang es, den liechtensteinischen Besitz um ein Mehrfaches zu vergrößern. Eine gewaltige Besitzerweiterung gelang ihnen, seit Karl 1622 Statthalter und Vizekönig von Böhmen wurde. Als solchen legitimierte der Kaiser ihn, zur Begleichung der Kreditschulden, die er selbst bei dem Fürsten hatte, sogenannte Rebellengüter zu annektieren, also Ländereien der seit Ausbruch des Ständeaufstands von 1618 geflüchteten (zumeist protestantischen) adeligen Grundbesitzer, die der Statthalter namens des Kaisers enteignete und deren eingezogene Güter er zu günstigen Preisen an sich selbst verkaufte, was seinen Landbesitz enorm vergrößerte. 1622 erwarb er Schloss Moravská Třebová (Mährisch Trübau), das bis zur Enteignung 1945 im Besitz der Liechtensteiner verblieb. Karl erwarb außerdem am Kleinseitner Ring in Prag fünf Bürgerhäuser, die er zu einem Palais vereinigen ließ, das bis 1825 im Besitz der Familie verblieb.
Maximilian hatte bereits 1597 Schloss Butschowitz durch Heirat erworben (das 1798 um Neuschloß ergänzt wurde). Bei der Erbteilung nach dem Tod des Vaters 1598 erhielt er das Schloss Rabensburg in Niederösterreich, das bereits seit 1385 im Familienbesitz war, blieb aber kinderlos.
Gundakar erhielt in der Erbteilung die Burg Wilfersdorf, die sich seit 1436 im Besitz der Familie befindet und die er zu einem Wasserschloss umbauen ließ, außerdem Schloss Niederabsdorf mit der Herrschaft Ringelsdorf; beide Schlösser mit ihren Ländereien gehören bis heute zum Familienbesitz. Diesen konnte er aber wie sein Bruder Karl ebenfalls erheblich erweitern: 1624 erwarb er die Herrschaft Mährisch Kromau und 1625 schenkte ihm Kaiser Ferdinand II. die Herrschaft Ostroh mit den Gütern Kunowitz und Hluk sowie mehreren Ortschaften. Schloss Mährisch Kromau blieb bis zum Erlöschen der Zweiten Karlischen Linie 1908 im Besitz der Familie, Ostroh mit Zubehör bis zur Enteignung 1945.
Bereits 1606 hatten die drei Brüder einen neuen Familienvertrag geschlossen, mit dem der gemeinsame Besitz in einen Fideikommiss eingebracht wurde. Der jeweils Erstgeborene der ältesten Linie hatte nun Anrecht auf die erblichen Titel, vertrat als Oberhaupt des Hauses das Geschlecht nach außen und verwaltete das ihm nicht mehr persönlich gehörende Familienvermögen, aus dem das Leben aller Familienmitglieder finanziert wurde. Die Bestimmungen dieses Vertrags sowie weitere Bestimmungen wurden 1993 im neuen Liechtensteinischen Hausgesetz (nach heutigem juristischen Verständnis ein Familienvertrag, der bei einer regierenden Dynastie auch staatsrechtliche Wirkungen haben kann) zusammengefasst, das die Grundlage für das im Fürstentum Liechtenstein gültige Thronfolgerecht bildet.
Schloss Eisgrub wurde ab 1680 auf einem zu Feldsberg gehörenden Gutshof erbaut. Feldsberg und Eisgrub wurden durch eine schnurgerade Allee verbunden. 1695 wurde die Burg Šternberk (Mährisch Sternberg) erworben, die wie Feldsberg und Eisgrub bis 1945 im Familienbesitz blieb. 1802 kam Schloss Velké Losiny (Groß Ullersdorf) an das Haus Liechtenstein und blieb ebenfalls bis 1945 in seinem Besitz.

### 17. bis 19. Jahrhundert
Seit der Erlangung der Reichsfürstenwürde war es das Bestreben des Hauses Liechtenstein, ein reichsunmittelbares Territorium zu erwerben. Sie wollten dort, im Unterschied zu ihren bisherigen Besitzungen, den Habsburgern nur in deren Eigenschaft als Kaiser des Heiligen Römischen Reiches und nicht auch als Landesherren der Habsburgischen Erblande unterstehen und damit zu den Reichsständen mit Sitz und Stimme im Reichstag aufsteigen.
Zwar hatte Gundakar nach seiner Erhebung in den Reichsfürstenstand 1623 erreicht, dass seine im Jahr 1625 erworbenen Herrschaften Mährisch Kromau und Ostroh 1633 zum Fürstentum Liechtenstein mit Residenz in Kromau, das in Stadt Liechtenstein umbenannt wurde, erhoben wurden, doch handelte es sich dabei nicht um ein Reichsfürstentum, sondern nur um eine privilegierte Herrschaft unter böhmischer Lehnshoheit innerhalb der Länder der Böhmischen Krone und die Bezeichnung „Fürstentum“ war bloße Titulatur; die Bezeichnungen Fürstentum Liechtenstein und Stadt Liechtenstein waren auch nicht von langer Dauer und ab 1647 wieder ungebräuchlich.

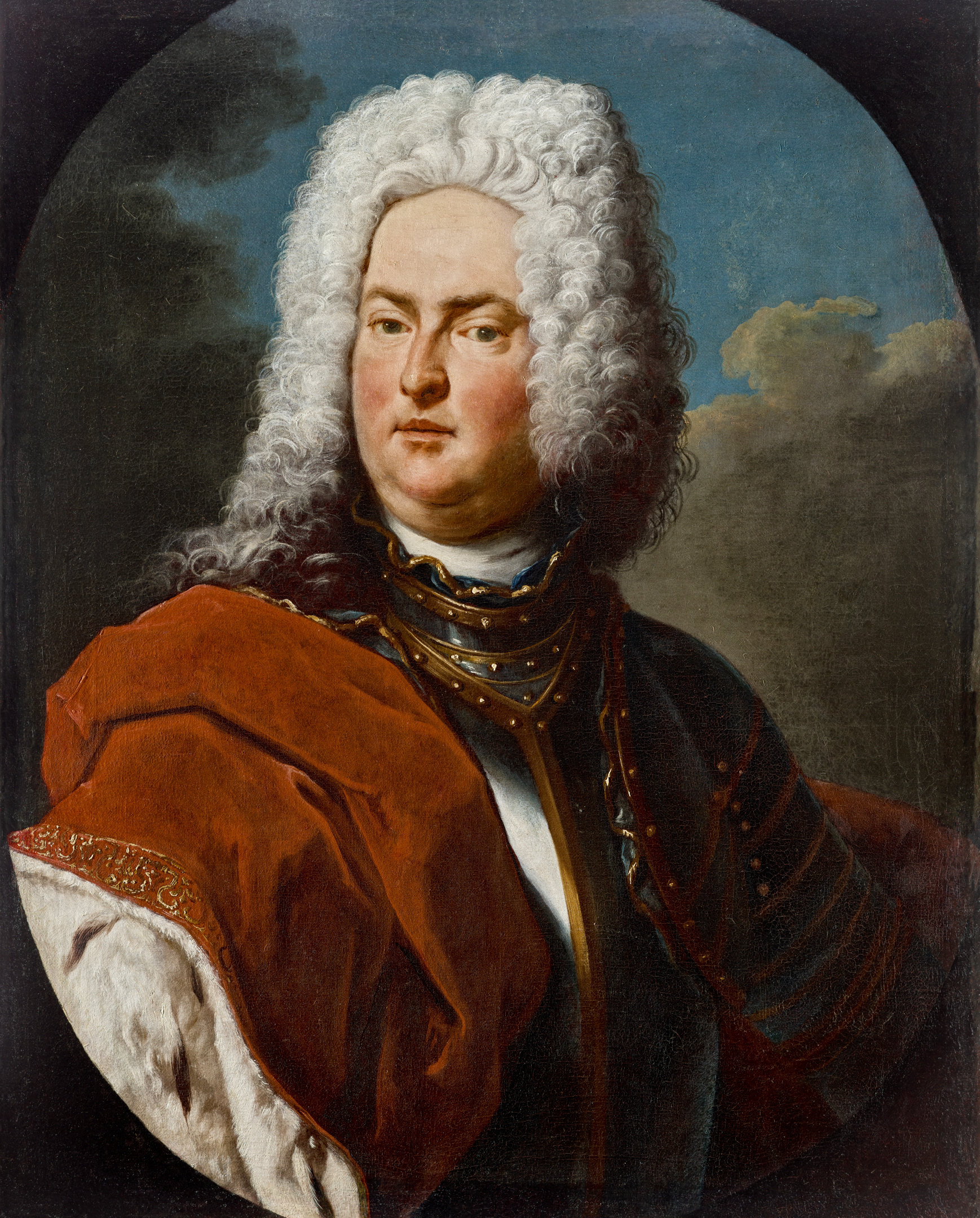
Hans Adam I., Erwerber des Territoriums Liechtenstein

Es dauerte seit der Erhebung in den Fürstenstand fast hundert Jahre, bis sich dem Enkel Fürst Karls I., Fürst Hans Adam I. (1657–1712), die Gelegenheit bot, 1699 und 1712 von den hochverschuldeten Grafen von Hohenems die reichsunmittelbaren Territorien Herrschaft Schellenberg und Grafschaft Vaduz zu kaufen. Da die beiden Ländchen nur aus kleinen Bauerndörfern bestanden, wurde die Administration in der nächstgelegenen Stadt, im vorarlbergischen Feldkirch, installiert, wo der Fürst zu diesem Zweck das Palais Liechtenstein errichten ließ.
In Wien ließ er das Majoratspalais und das Gartenpalais Liechtenstein erbauen. Da er aber bereits 1712 starb und mit ihm die Karl-Linie erlosch, wurde Anton Florian, ein Nachkomme von Karls Bruder Gundakar und seit 1711 Erbe des „Gundakarischen oder Kleinen Majorats“ (Mährisch Kromau usw.), 1712 auch zum Erben des Großen Karolinischen Majorats mit Feldsberg, Eisgrub, Mährisch Trübau, den Palais in Wien und Prag usw. sowie dem ferngelegenen neuen Herrschaftsgebiet am Oberrhein. Mit kaiserlichem Diplom Karls VI., des Vaters von Maria Theresia, vom 23. Jänner 1719 wurden Schellenberg und Vaduz vereinigt und zum Reichsfürstentum Liechtenstein im Heiligen Römischen Reich erhoben. Fürst Anton Florian wurde dadurch 1719 zum ersten regierenden Fürsten des Reichsfürstentums Liechtenstein.
Alle heute lebenden Familienmitglieder stammen von Fürst Johann I. Josef (1760–1836) ab. Napoleon schätzte das diplomatische Geschick des Fürsten, und dank dessen wurde Liechtenstein nicht vom Königreich Bayern annektiert. Stattdessen trat Liechtenstein mit dem Erlöschen des Reichs im Jahr 1806 als souveräner Staat dem Rheinbund bei. Dieser Status wurde auch nach den Napoleonischen Kriegen vom Wiener Kongress 1814/1815 anerkannt.
In der Infrastruktur stützte man sich auf Österreich: Die Bahnstrecke in Liechtenstein wurde ebenso wie das Postwesen im Auftrag des Fürstentums von den entsprechenden staatlichen Institutionen Österreichs betrieben; im Gerichtswesen gab es enge Kooperation, die österreichische Kronenwährung war gesetzliches Zahlungsmittel. Franz Joseph I. war erster souveräner Fürst, lebte aber in Wien und auf seinen mährischen Besitzungen. Sein Bruder Karl Borromäus erbte die Fideikommiss-Primogeniturherrschaft Kromau, das sogenannte Kleine Majorat, und begründete dort eine Sekundogeniturlinie, die – ebenfalls mit dem Fürstentitel versehene – Karlische Linie, die 1908 mit Rudolf von Liechtenstein erloschen ist; Erbe der Herrschaft Kromau wurde Graf Ferdinand Rudolf Kinsky. Fürst Johann II. lehnte 1867 ein Angebot des russischen Zaren zum Kauf Alaskas ab.
Als eines von drei souveränen Fürstenhäusern hielt das Haus Liechtenstein im 19. Jahrhundert und bis 1918 einen erblichen Sitz im Herrenhaus, dem Oberhaus des österreichischen Reichsrates. Liechtensteiner wurden von den habsburgischen Kaisern immer wieder in hohe politische Positionen der Habsburgischen Erblande, des 1804 gegründeten Kaisertums Österreich bzw. der 1867 geschaffenen österreichisch-ungarischen Monarchie berufen. Zu nennen sind unter anderen:
- Hans Adam I. (1657–1712), Berater der Kaiser, Bauherr an beiden Liechtenstein-Palais in Wien
- Johann I. Josef (1760–1836), österreichischer Feldmarschall in den Napoleonischen Kriegen
- Moritz von Liechtenstein (1775–1819), österreichischer Feldmarschallleutnant in den Napoleonischen Kriegen
- Friedrich von Liechtenstein (1807–1885), General, Gubernator von Siebenbürgen und des Banats
- Rudolf von Liechtenstein (1838–1908), General und Obersthofmeister Kaiser Franz Josephs I.
- Aloys von Liechtenstein (1846–1920), christlichsozialer Politiker, Reichsratsabgeordneter, Landmarschall (= Landtags- und Landesausschussvorsitzender) des Erzherzogtums Österreich unter der Enns (Niederösterreich) 1906–1918

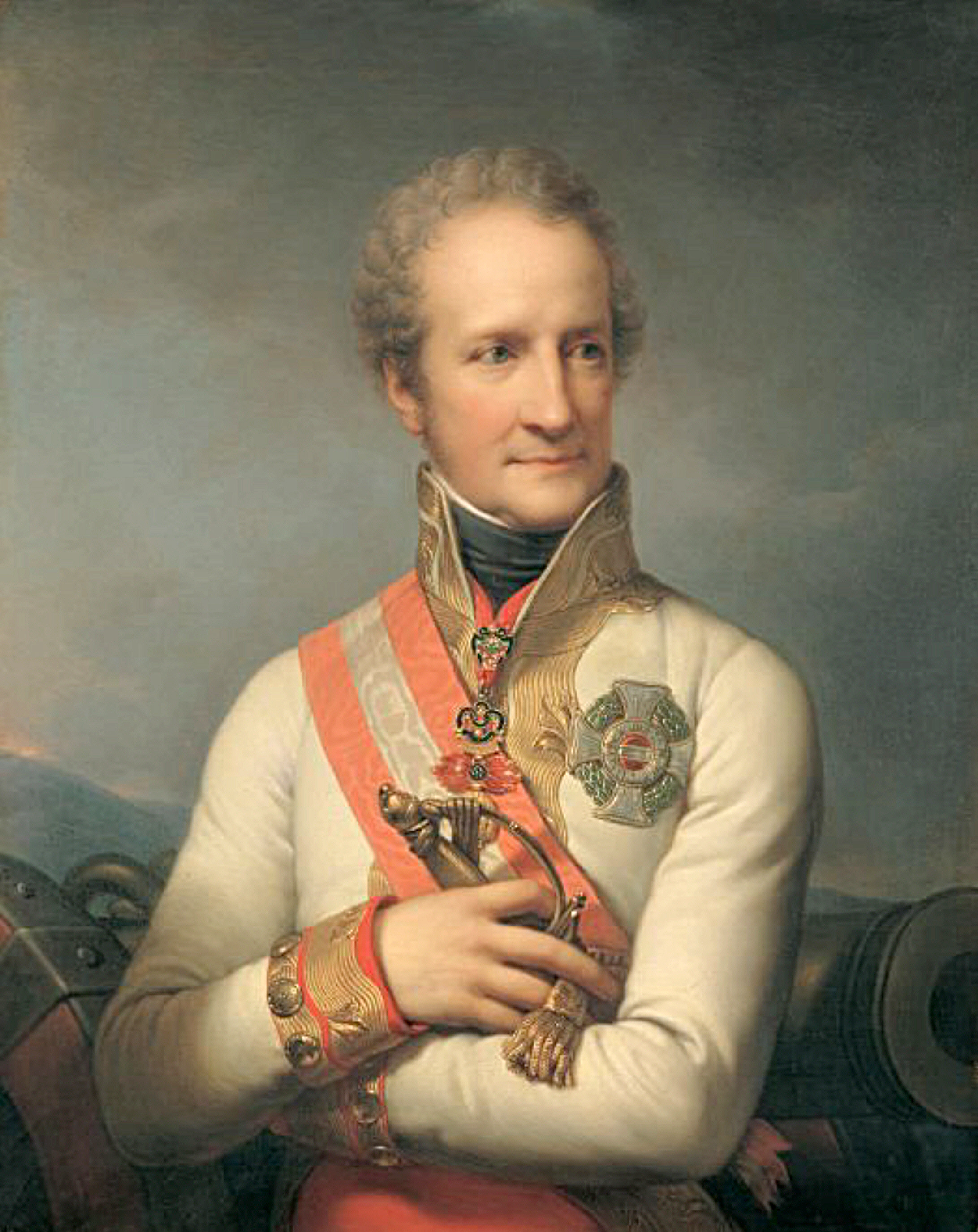
Johann I. Josef (1760–1836), letzter Reichsfürst im Heiligen Römischen Reich, erster souveräner Fürst seit 1806
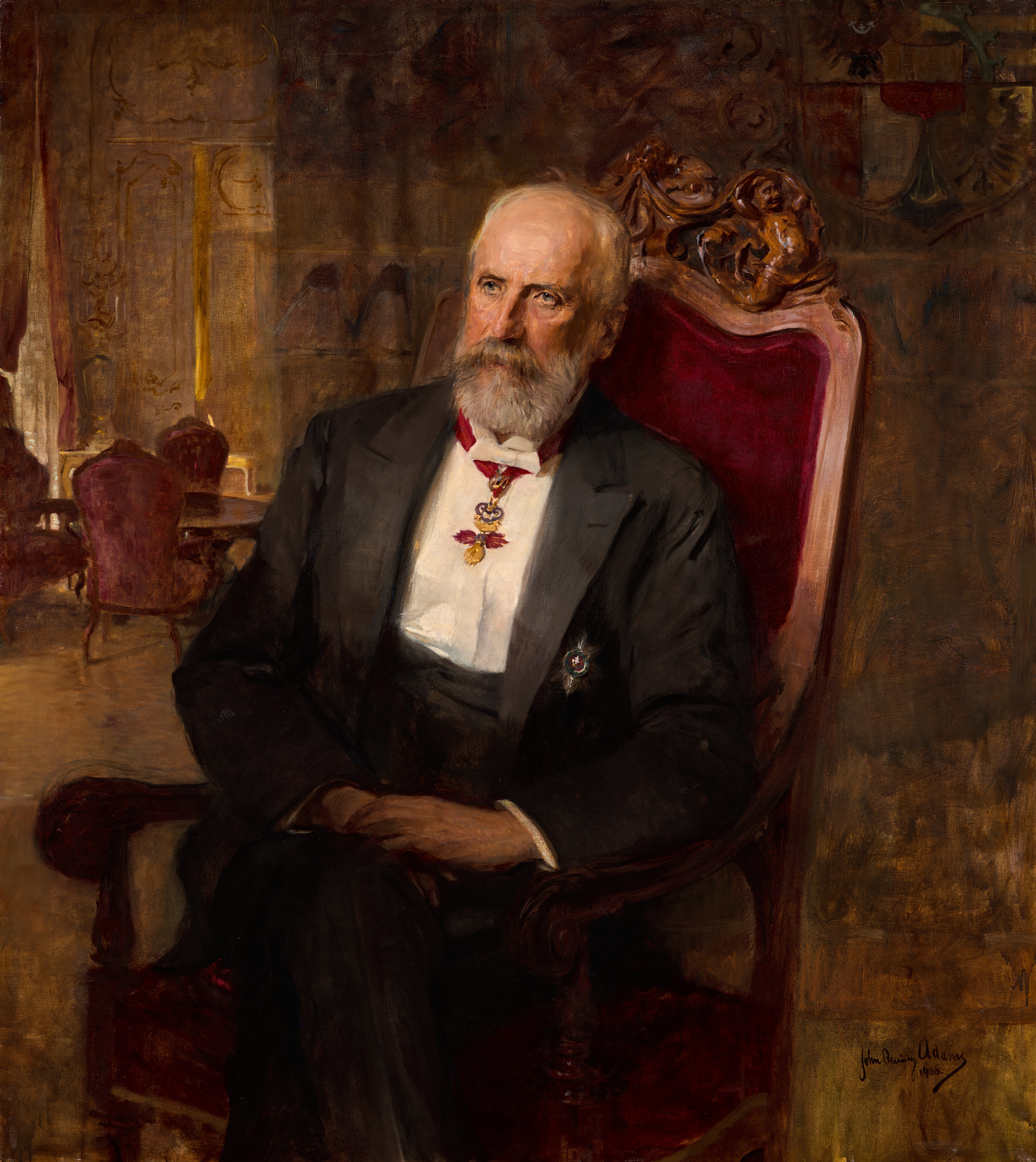
Johann II. (1840–1929), auch „der Gute“ genannt, lehnte nach 1918 Liechtenstein an die Schweiz an
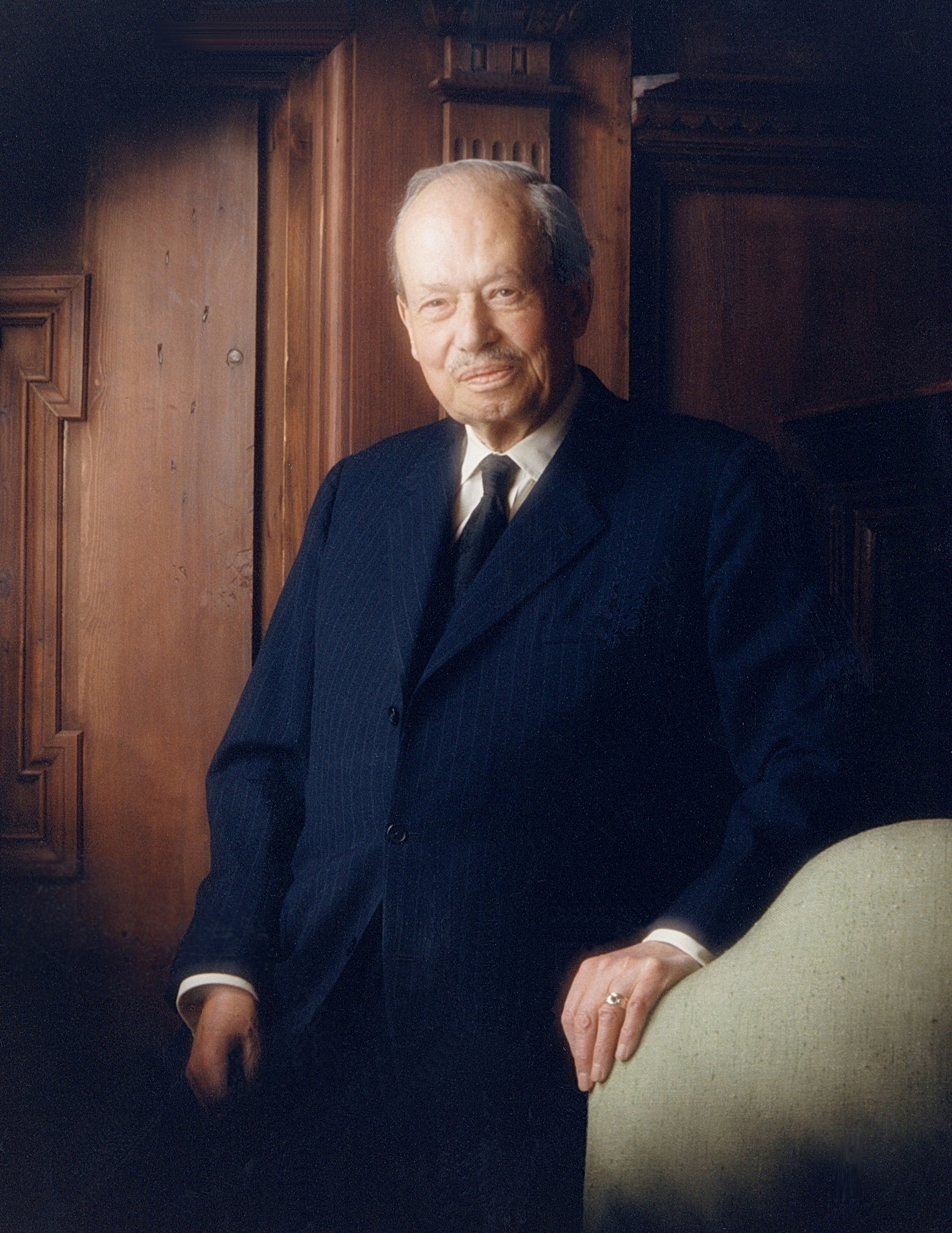
Franz Josef II. (1906–1989) wahrte während des Zweiten Weltkriegs die Neutralität

### 20. und 21. Jahrhundert
Ihr eigenes Fürstentum lag lange Zeit am Rande des Interesses der Liechtensteiner Dynastie; viele Familienmitglieder haben das Fürstentum nie kennengelernt. Dies änderte sich, als in Österreich die Monarchie 1918 zu Ende ging und Fürst Johann II. sein Land an die Schweiz annäherte, mit der 1924 eine Zollunion geschlossen wurde. Dennoch residierte die Familie weiterhin großteils im mährischen und damit seit 1919 tschechoslowakischen Feldsberg und in Wien. Noch mit maßgeblicher Beteiligung der Anglo-Österreichischen Bank gründete das Fürstenhaus am 24. November 1920 die Bank in Liechtenstein AG (BiL, heute LGT Group), die zum eigentlichen Pionier des Holdinggeschäfts in Liechtenstein wurde. 1930 übernahm die fürstliche Familie die Aktienmehrheit der BiL. Daneben besaß das Fürstenhaus in den 1920er und 1930er Jahren große Aktienpakete der Anglo-Tschechoslowakischen Bank.
Mit der Zerschlagung der Tschechoslowakei, zu der die fürstlichen Hauptresidenzen Feldsberg und Eisgrub seit 1919 gehörten, durch das Deutsche Reich 1938 sowie dem Anschluss Österreichs, wurde allerdings das Fürstentum Mittelpunkt der Familie: Fürst Franz Josef II. (1906–1989) verlegte 1938 seinen ständigen Wohnsitz nach Vaduz; sein Land blieb im Zweiten Weltkrieg mit der Schweiz neutral. Der Verlust der Besitzungen in der Tschechoslowakei 1945 – Edvard Beneš enteignete durch die Beneš-Dekrete die Liechtensteiner wie die Deutschen – trug dazu bei, dass nunmehr das eigene Fürstentum Hauptwohnsitz der fürstlichen Familie blieb, auch wenn viele Familienmitglieder bis heute in Österreich wohnen und die Liechtensteiner ihre Besitzungen in Österreich bewirtschaften, darunter das Schloss Wilfersdorf sowie die verschiedenen Seitenzweigen gehörenden Güter Riegersburg, Waldstein und Hollenegg.
Mit dem speziell seit den 2000er Jahren gezeigten Engagement der Fürstenfamilie in Wien (2004 Eröffnung des Liechtenstein-Museums im Gartenpalais, 2013 Eröffnung weiterer Teile der Sammlungen im Stadtpalais Liechtenstein, auch als Majoratshaus bezeichnet) wird das jahrhundertelang gegebene Interesse der Liechtensteiner an Wien bzw. an Österreich fortgesetzt.
Seit der entschädigungslosen Enteignung des Hauses Liechtenstein in der Tschechoslowakei durch die Beneš-Dekrete im Jahr 1946 blieben dessen mährische Besitzungen im Eigentum des zuerst tschechoslowakischen, später des tschechischen Staates. Alle politischen und gerichtlichen Bemühungen des Fürsten Hans Adam II. – nach dem Ende der kommunistischen Diktatur 1990 – um Rückgabe des enteigneten Besitzes (neben den Schlössern Feldsberg, Eisgrub und Groß Ullersdorf noch weitere 14 Schlösser, 1'600 Quadratkilometer Land – mithin 2 % der gesamten Fläche Tschechiens und das Zehnfache der Staatsfläche Liechtensteins – sowie diverse Industriebetriebe) scheiterten am Widerstand der tschechischen Regierung, die dem Fürstentum Liechtenstein, um Beneš’ Rechtsposition beibehalten zu können, sogar die diplomatische Anerkennung als Staat versagte.

## Die fürstliche Familie heute

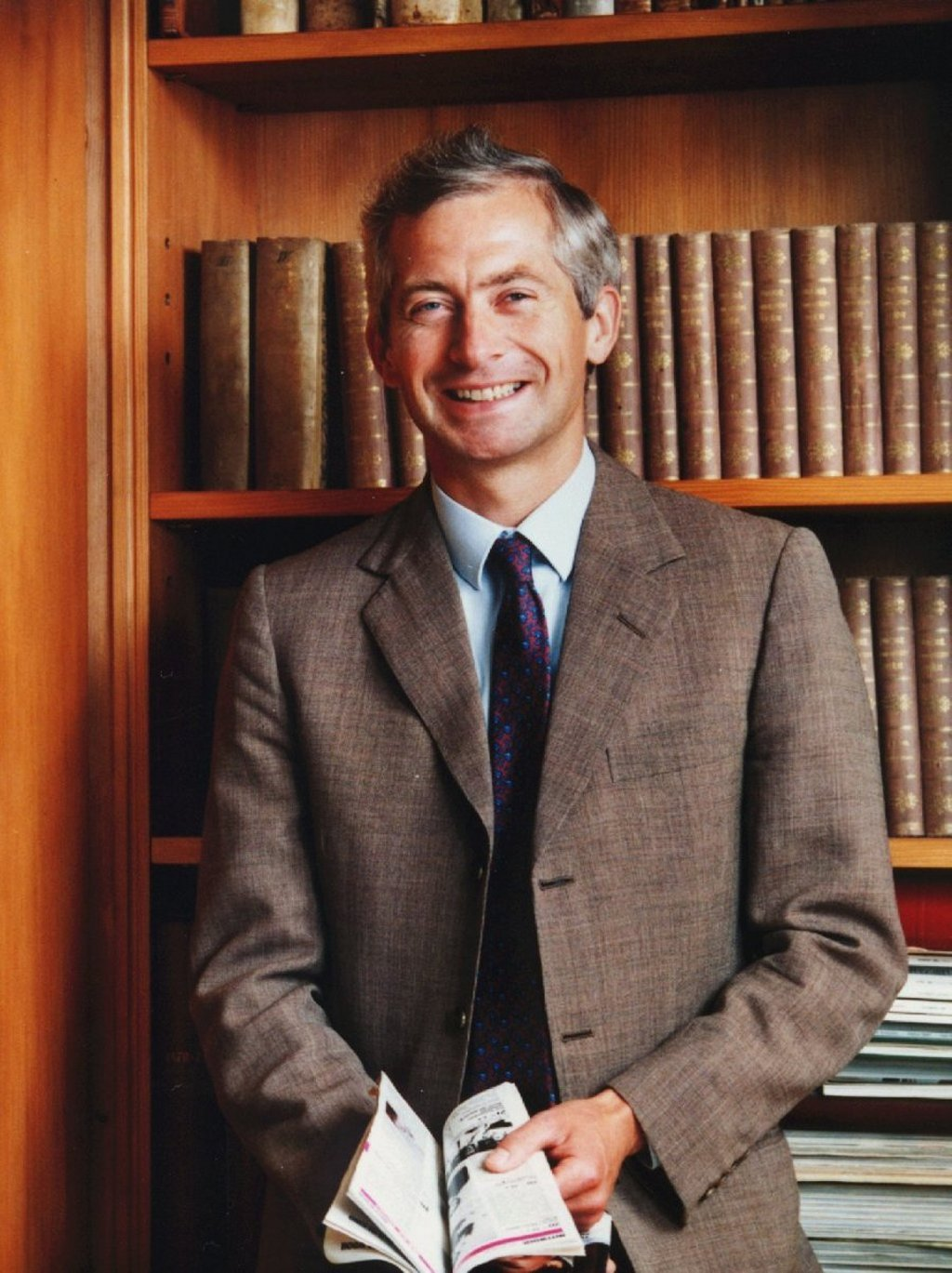
Fürst Hans-Adam II., Oberhaupt des Hauses

Der Fürst ist das Oberhaupt des Fürstentums Liechtenstein und des Fürstlichen Hauses und wacht gemäß Hausgesetz über dessen «Ansehen, Ehre und Wohlfahrt». Nach dem Tod Fürst Franz Josefs II. am 13. November 1989 wurde Hans-Adam II. Fürst, die Regierung übernahm er jedoch schon zirka fünf Jahre zuvor, als er von seinem Vater zum Regenten ernannt wurde. Er zeichnet sich vor allem durch große Geschäftstüchtigkeit aus und stellte die solide wirtschaftliche Grundlage des Hauses wieder her, die durch die Enteignungen von 1946 derart stark gelitten hatte, dass auch die berühmte Kunstsammlung zeitweise als «Notgroschen» herhalten musste. Dies gelang ihm vor allem durch die Gründung und internationale Ausrichtung der Privatbank LGT Group. Seither konnte er auch die Kunstsammlung durch Zukäufe wieder ergänzen, die er 2004–2011 unter dem Namen Liechtenstein Museum in Wien der Öffentlichkeit zugänglich machte, seither in Sonderausstellungen in einem der Wiener Palais. Ferner finden regelmäßige Sonderausstellungen im Kunstmuseum Liechtenstein in Vaduz statt. Seit 2004 nimmt Erbprinz Alois als Stellvertreter des Fürsten dessen Aufgaben als Staatsoberhaupt wahr.
Die Fürstliche Familie wählt alle fünf Jahre einen Familienrat, der vor allem als Berufungsinstanz für Entscheide im Rahmen des Hausgesetzes wirkt.
Fürst Hans-Adam II. und Fürstin Marie haben vier Kinder:
- Erbprinz Alois, geb. 11. Juni 1968 ⚭ Sophie Herzogin in Bayern
- Prinz Maximilian, geb. 16. Mai 1969 ⚭ Angela Brown
- Prinz Constantin, geb. 15. März 1972, † 5. Dezember 2023 ⚭ Marie Kálnoky von Kőröspatak
- Prinzessin Tatjana, geb. 10. April 1973 ⚭ Philipp von Lattorff

## Titel und Anrede
Der Fürst trägt den Titel Fürst von und zu Liechtenstein, Herzog von Troppau und Jägerndorf, Graf zu Rietberg, Regierer des Hauses von und zu Liechtenstein. Die Fürstin trägt den gleichen Titel mit Ausnahme des letzten Teils. Der Erbprinz trägt den Titel Erbprinz von und zu Liechtenstein, Graf zu Rietberg, die weiteren Prinzen und Prinzessinnen sind Prinzen bzw. Prinzessinen von und zu Liechtenstein, Graf bzw. Gräfin von Rietberg.
Allen Mitgliedern des Hauses gebührt die Anrede Durchlaucht.

## Besitzungen von Nebenlinien des Hauses Liechtenstein in Österreich
Fürst Johann I. Josef erwarb verschiedene Herrschaften in der Steiermark und Kärnten, die er seinen jüngeren Söhnen als Sekundogenitur- und Tertiogenitur-Fideikommiß stiftete und die sich bis heute im Besitz jüngerer Linien des Hauses Liechtenstein befinden: 1820 Schloss Hollenegg und Schloss Frauental mit den zugehörigen Grundherrschaften für den Sohn Franz de Paula, 1823 für Prinz Karl Johann Anton die Burg Neulengbach (1920 verkauft) und 1831 für Prinz Friedrich das Schloss Rosegg in Kärnten. Ferner erwarb er 1822 die Riegersburg. Die 1821 erworbenen Schlösser Kornberg und Kirchberg an der Raab wurden später wieder verkauft, ebenso die 1870 von Fürstin Franziska erworbene Burg Wartenstein. 1912 wurde Schloss Waldstein erworben.
Das im frühen 20. Jahrhundert durch Emanuel und Johannes Liechtenstein ererbte Schloss Nový Zámek (Neuschloss) in Nordböhmen wurde 1945 enteignet. Einige Mitglieder der Familie leben auch in Deutschland: Prinzessin Clothilde kaufte 1986 das schwäbische Schloss Altenberg; Prinz Emmeram bewohnt Schloss Hohenberg am Starnberger See.

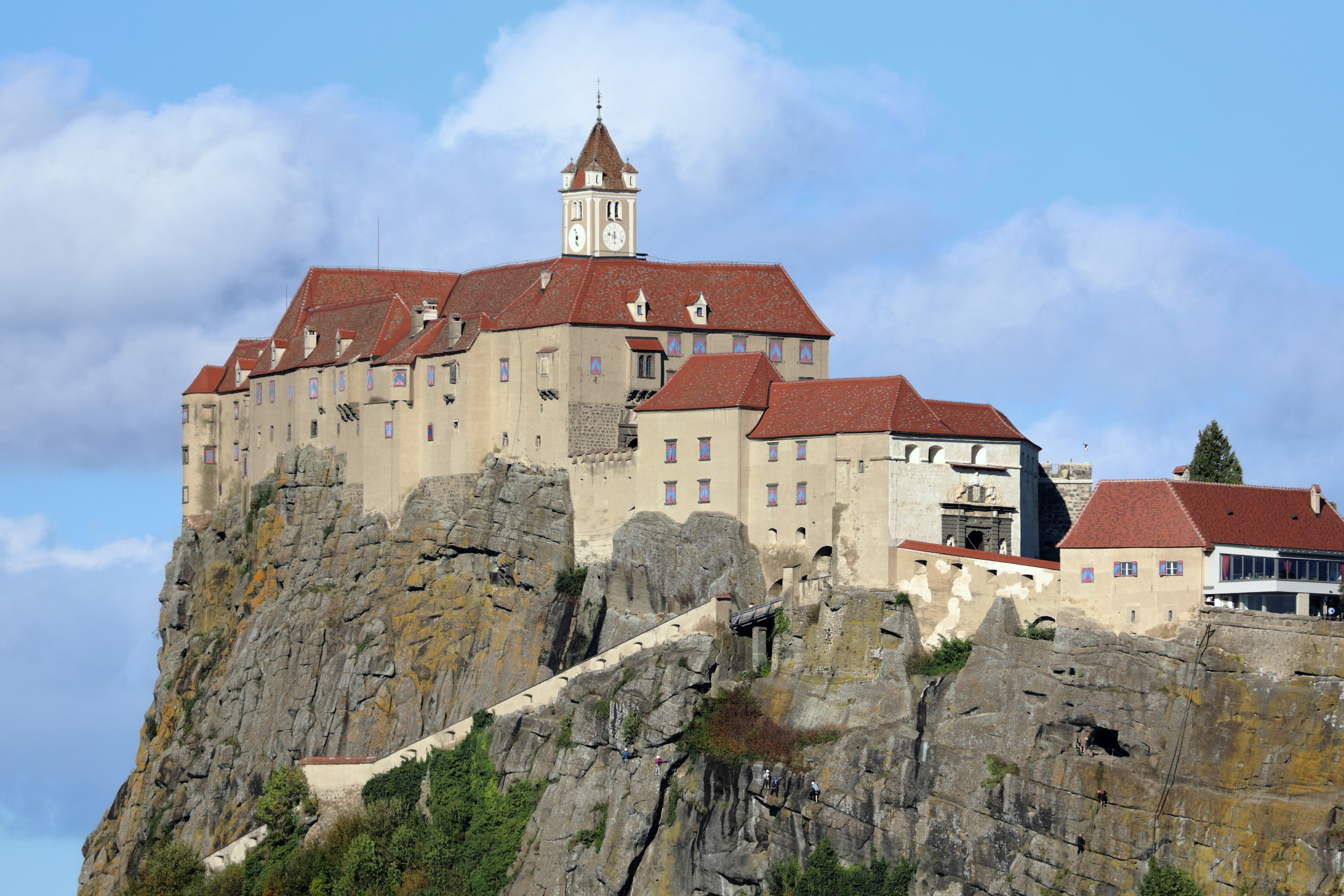
Riegersburg
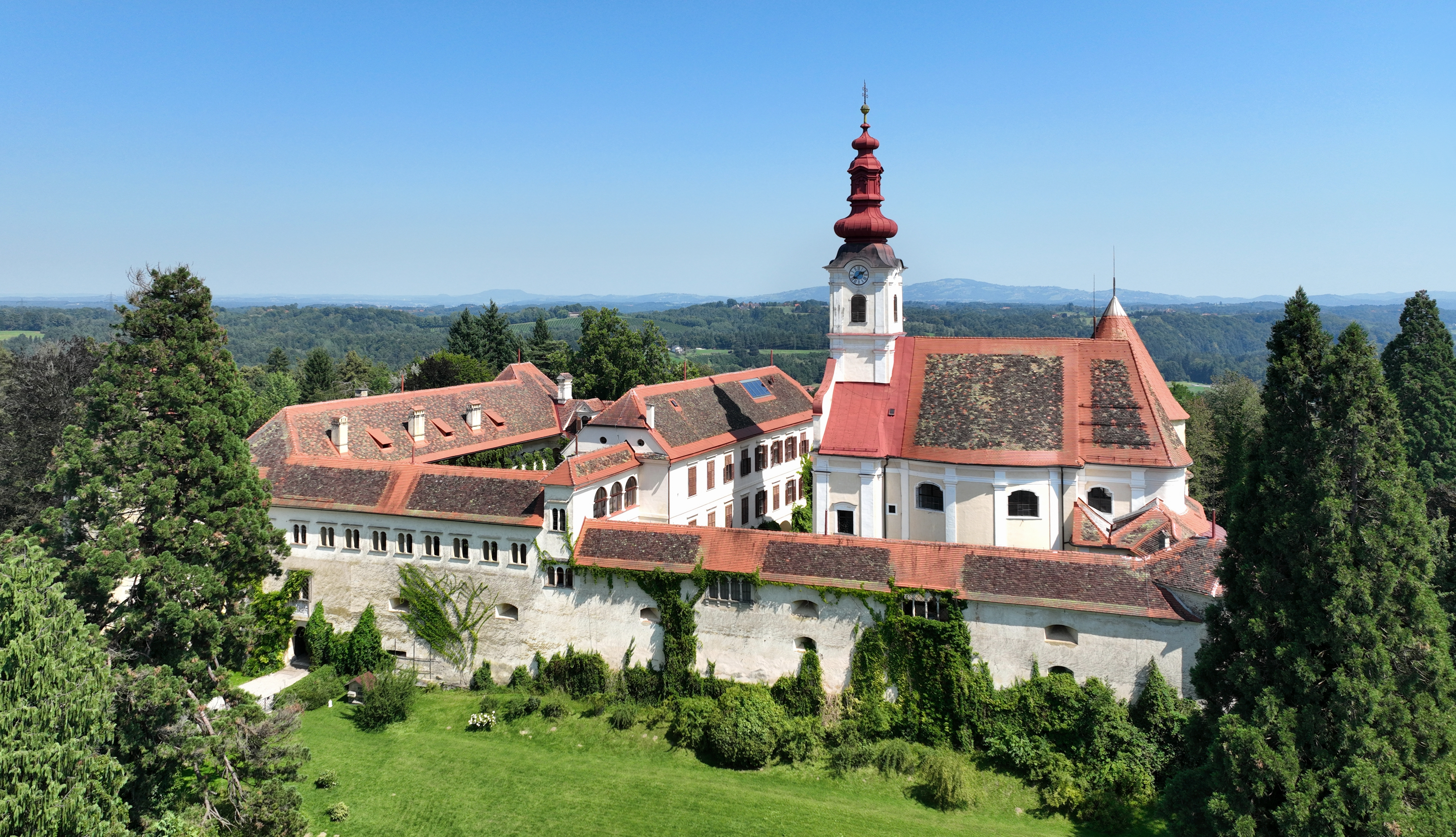
Schloss Hollenegg
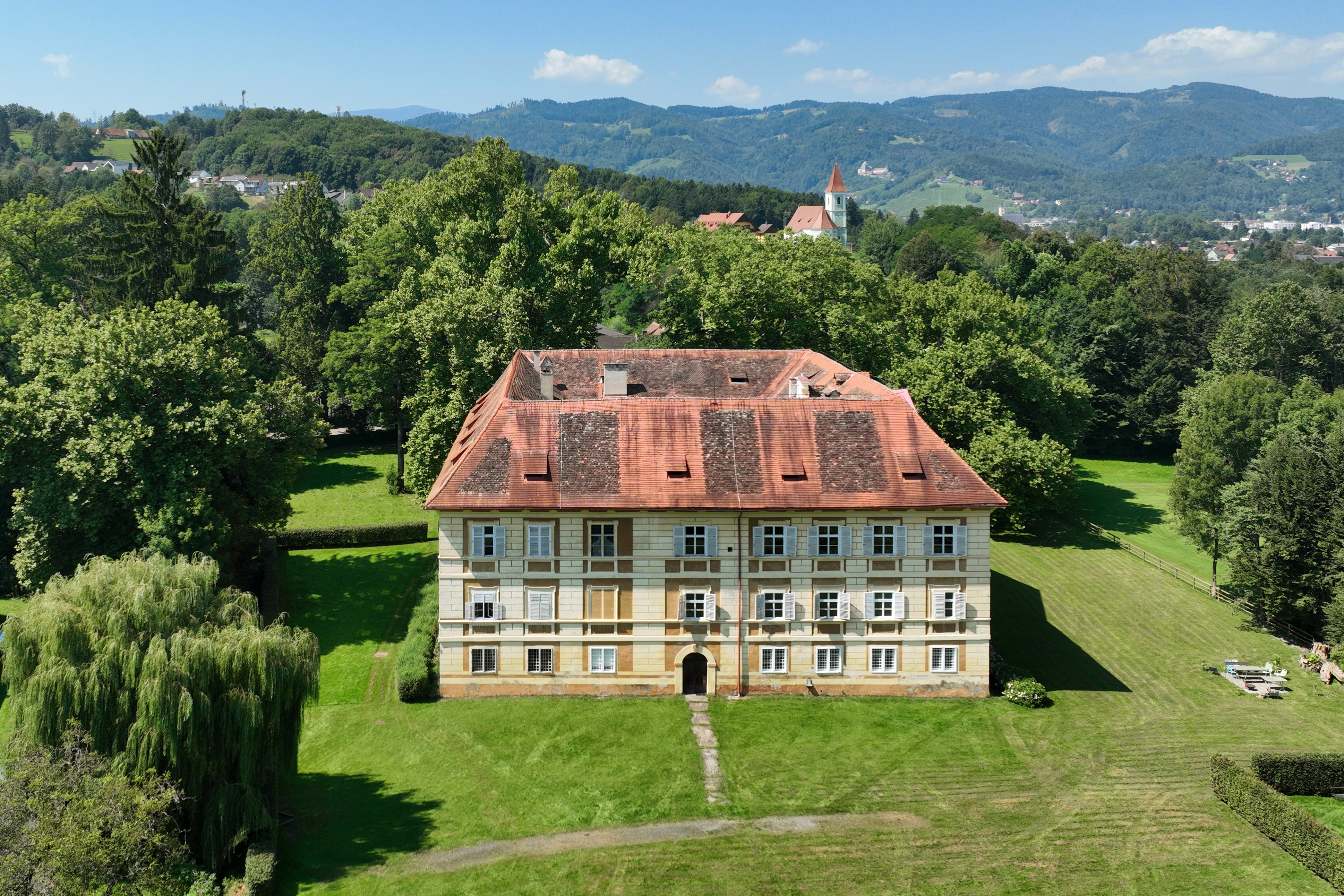
Schloss Frauental
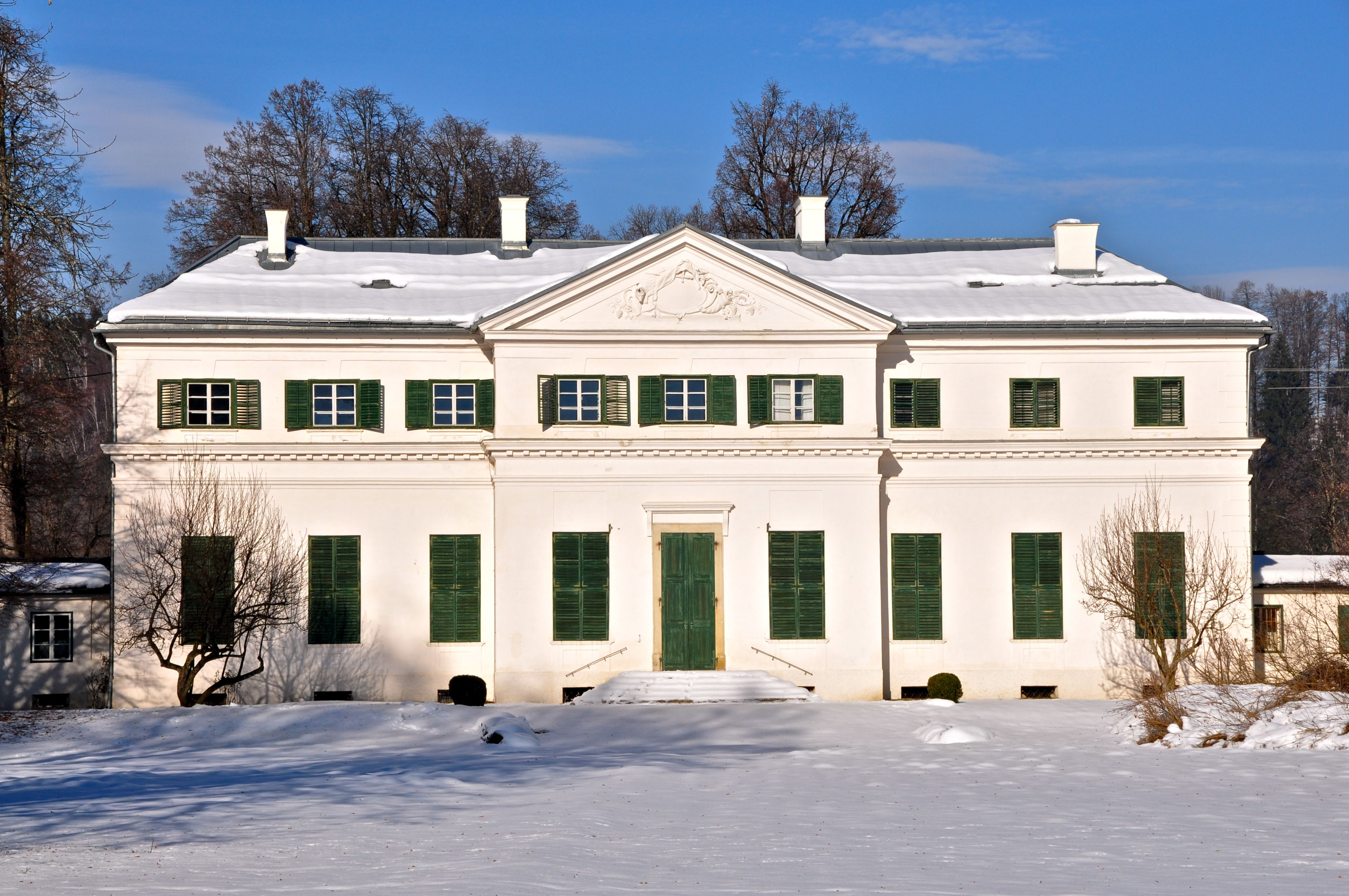
Schloss Rosegg
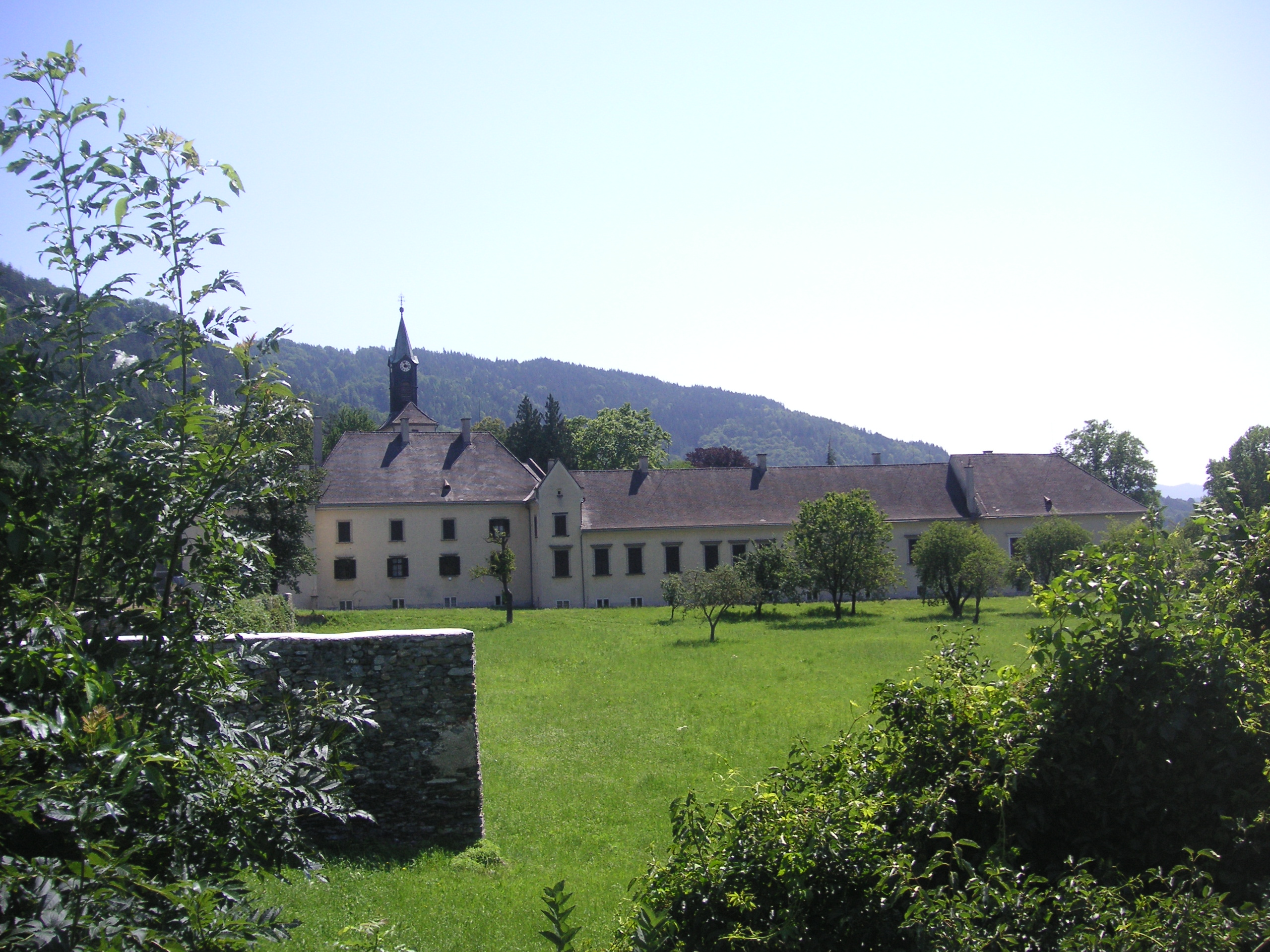
Schloss Waldstein (Deutschfeistritz)

## Gleichnamige Adelsgeschlechter
Steirische Liechtensteiner
Es gab ein in der Steiermark begütertes und einflussreiches Ministerialengeschlecht, das sich nach seinem Stammsitz nannte, der Burg Liechtenstein südöstlich von Judenburg (heute Ruine, jedoch seit 1814 im Besitz des Fürstenhauses); dieses Geschlecht ist mit dem Fürstenhaus, einem von der Burg Liechtenstein südlich von Wien stammenden Ministerialengeschlecht der Babenberger, nicht stammesverwandt, sondern stammt von den edelfreien Herren von Traisen und Reidling ab.
Zu diesen steirischen Liechtensteinern gehörten:
- Ulrich von Liechtenstein, Dichter und Minnesänger, Marschall der Steiermark (ca. 1200–1275)
- Ulrich von Liechtenstein, Landeshauptmann in Kärnten 1381–1384
- Rudolf von Liechtenstein, Landeshauptmann in Kärnten 1407

Weitere Adelsgeschlechter
- Liechtenstein-Kastelkorn existierte in Südtirol (gleichnamige Stammburg in Leifers bei Bozen) und später ebenfalls in Mähren
- Lichtenstein in Franken
- ein weiteres Geschlecht auf der schwäbischen Burg Alt-Lichtenstein.